# مجتمع تجاری گلدیس

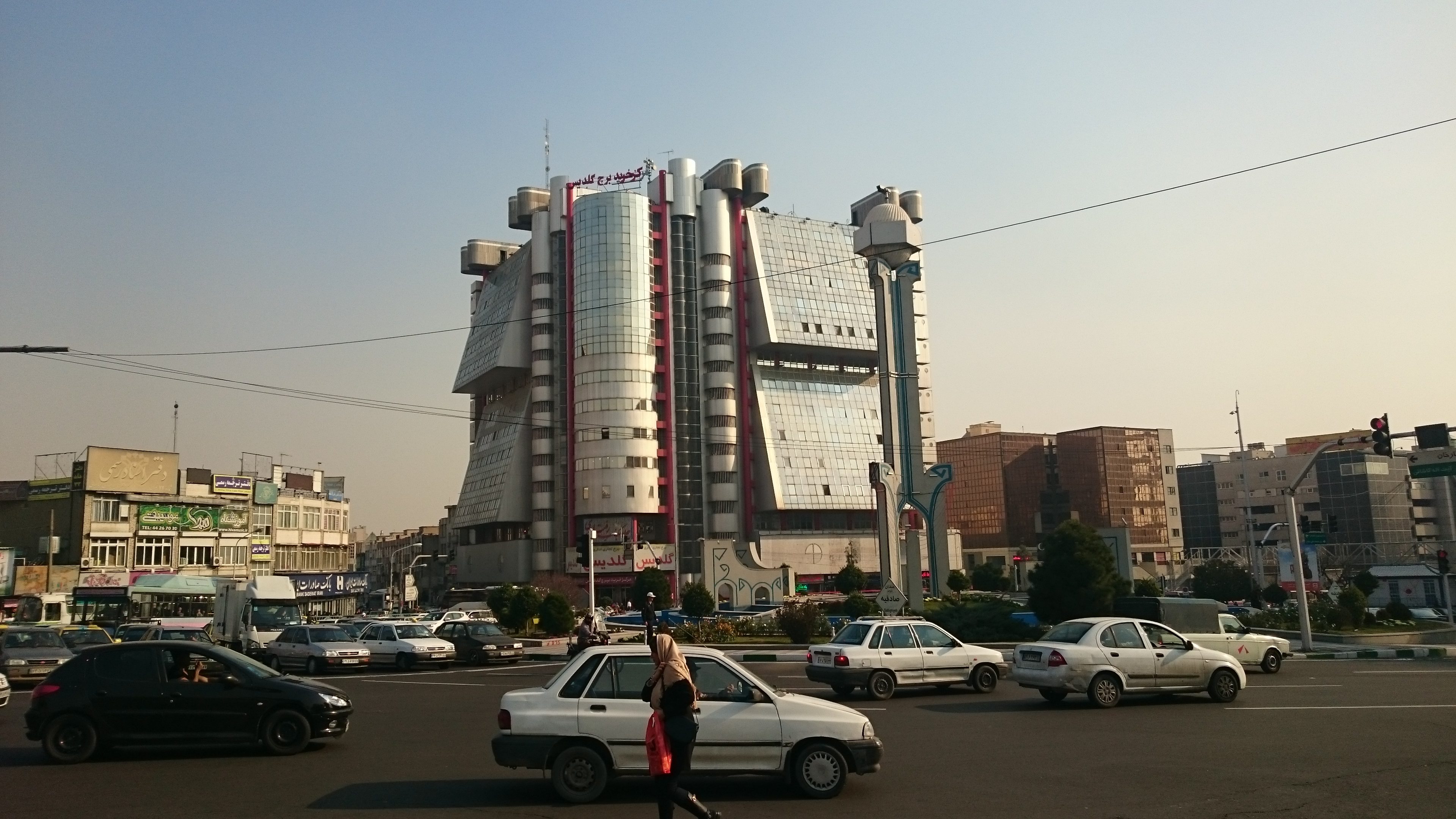
نمای شمال غربی و رو به میدان دوم آریاشهر (صادقیه)

مجتمع تجاری اداری گلدیس یک مرکز خرید ۱۳ طبقه به طراحى شركت مهندسين مشاور طرح و سازه شميران نوين است که در ضلع جنوب شرقی میدان دوم آریاشهر (صادقیه) تهران جای گرفته‌است. طبقه منفی یک و همکف و اول این برج تجاری هستند و طبقه دوم فضای اختصاص یافته برای رستوران میباشد و از طبقه سوم تا سیزدهم آن اداری است. فروشگاه‌های مجتمع گلدیس در زمینه فروش پوشاک، کیف و کفش فعالیت می‌کنند. این مجتمع تجاری در سال ۱۳۷۹ تأسیس شده‌است.